# Universidad James Cook de Singapur
La Universidad James Cook de Singapur (JCUS) es un campus en el extranjero de la Universidad de Australia James Cook y un campus costa afuera pleno en Singapur. En la actualidad, JCU Singapur ofrece programas para estudiantes de diversas facultades. También ofrecen el Programa de Idioma Inglés de 1.er nivel al 3.er nivel, en total 4 niveles. Cada nivel implica 2 meses para pasar.
JCU Singapur se encuentra ubicado en la 600 Upper Thomson. El nuevo campus en expansión incluye 4.5 acres (18.000 m²2) para dar cabida a 3.500 estudiantes.